# Gianpiero Combi
Gianpiero Combi (Turijn, 20 november 1902 – aldaar, 12 augustus 1956) was een Italiaans voetballer die speelde als doelman. Hij werd beschouwd als een van de beste doelmannen aller tijden in het Italiaanse voetbal. Hij bracht zijn hele carrière door bij Juventus en won het WK 1934 met de Italiaanse nationale ploeg.

## Clubcarrière
Combi werd geboren in Turijn op 20 november 1902 en speelde voor de jeugd van Juventus. Op 5 februari 1922 maakte hij zijn debuut in de Italiaanse Serie A in de wedstrijd tegen AC Milan. Combi speelde zijn hele carrière voor Juventus FC en kwam tot 351 wedstrijden in de Serie A, waarin hij vijf titels won; In 1926 (na slechts achttien tegendoelpunten in het seizoen), 1931, 1932, 1933 en 1934. Hij was onderdeel  van een record van vijf landskampioenschappen op rij, een prestatie die bekendstaat als "Il Quinquennio d'Oro" (Gouden lustrum).
Samen met Virginio Rosetta en Umberto Caligaris vormde Combi een sterke achterhoede (in Italië bekend als "Trio Combi-Rosetta-Caligaris") voor zowel Juventus als het Italiaans voetbalelftal. Hij speelde zijn laatste wedstrijd in de Serie A op 15 april 1934 in een 2-1 overwinning op Brescia. In totaal speelde Combi dertien seizoenen bij Juventus en kwam hij op een totaal van 351 wedstrijden in de Serie A en nog eens 16 wedstrijden in de Mitropacup, een internationale competitie voor clubs waar Juventus vier opeenvolgende halve finales in speelde van 1932 tot 1935. Hij wist de doelman te worden met de meeste wedstrijden bij Juventus FC, een record dat hij meer dan 40 jaar wist te houden, tot Dino Zoff in 1970 (476 wedstrijden) en Stefano Tacconi in de jaren 1980 (377 wedstrijden) hem overtroffen.

## Interlandcarrière
Combi speelde zijn eerste wedstrijd in het Italiaans voetbalelftal op 21-jarige leeftijd in Boedapest in de met 7-1 verloren wedstrijd tegen Hongarije. Hij keerde een jaar later terug in de Italiaanse nationale ploeg, toen hij mee mocht doen voor een duel op 22 maart 1925 tegen Frankrijk. Deze wedstrijd werd gespeeld in Corso Marsiglia stadion en deze keer was de grote score in het voordeel van de Azzurri, een overwinning van 7-0. Na deze wedstrijd verwdeen Combi niet meer uit de basiself en voor de komende tien jaar was het zeer zeldzaam om een andere doelman het Italiaanse doel te zien verdedigen.
De Olympische Spelen van 1928 werd gehouden in Amsterdam en Combi was eerste keus onder de lat gedurende het hele toernooi. In de kwartfinales werd na extra tijd 1-1 gespeeld tegen Spanje, de replay van de kwartfinale eindigde in een 7-1 overwinning. De halve finale resulteerde in een 2-3 nederlaag tegen Uruguay en in de verliezersfinale werd Egypte vervolgens met maar liefst 11-3 verslagen. Met dit laatste resultaat op 10 juni 1928 in het Olympisch Stadion wonnen de Azzurri  hun eerste prijs: een bonzen medaille.
Andere successen volgden, zoals het winnen van de inaugurele Centraal-Europese Internationale Beker (een voorloper van het Europees kampioenschap) gehouden tussen de nationale teams van Centraal-Europa. Op dit toernooi werd er met 0-3 verloren van Matěj Šindelář's Oostenrijk. Italië won echter alle anderen wedstrijden; tegen Zwitserland (3-2), Tsjecho-Slowakije (4-2) en tegen Hongarije
Combi maakte zijn debuut als aanvoerder van Italië tijdens zijn 33e interland op 15 november 1931.

### WK 1934

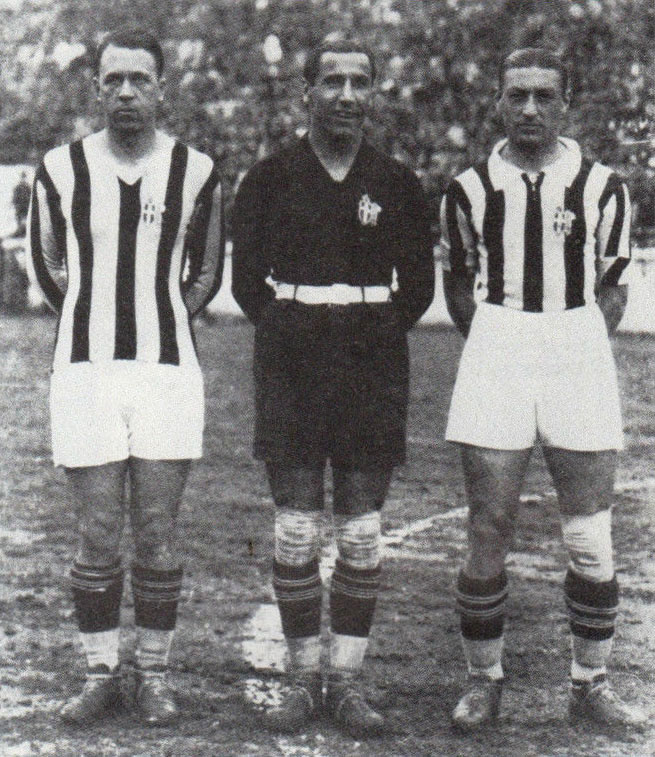
Trio Rosetta, Combi, Caligaris

Rond het begin van 1934 was de destijds 31-jarige Combi zich al aan het voorbereiden om met pensioen te gaan. In het huidige seizoen was hij op weg naar het winnen van zijn vijfde landstitel met Juventus en hij had meer dan 40 wedstrijden voor het nationale team gespeeld. Een nieuwe doelman was op komst: Carlo Ceresoli, die voor Inter speelde. Bij zijn debuut had Ceresoli zijn land geholpen zich te kwalificeren voor het in de zomer gehouden toernooi, door Griekenland te elimineren na een 4−0 overwinning. Bondscoach Vittorio Pozzo gaf dan ook de voorkeur aan de jongeling. Toch werd Combi ook geselecteerd. Dit was mede gedaan na overleg tussen Combi en Pozzo, waarbij Pozzo vroeg om zijn pensionering tot het einde van het toernooi uit te stellen, omdat zijn ervaring doorslaggevend zou kunnen zijn. Tijdens een training, een paar weken voor het begin van het toernooi, brak Ceresoli door een schot van Pietro Arcari zijn arm, waardoor hij gedwongen was het toernooi aan zich voorbij te laten gaan. Hierdoor zag Combi zichzelf weer als eerste doelman van Italië op het WK.
De eerste wedstrijd vond plaats op 27 mei 1934 toen Italië de eerste ronde van het WK speelde in het Stadio Nazionale tegen de Verenigde Staten. De Azzurri wonnen de wedstrijd met 7−1, dankzij doelpunten van Angelo Schiavio (3), Raimundo Orsi (2), Giovanni Ferrari en Giuseppe Meazza. In de kwartfinale ontmoeten de Italianen Spanje, waar een andere grote doelman speelde, namelijk Ricardo Zamora. De wedstrijd werd gespeeld op 31 mei 1934 in het Stadio Comunale "Giovanni Berta". Het was een zware wedstrijd waarin beide teams met krachten smeten. Na 120 minuten stond er een 1-1 stand op het scoreformulier. Een return werd de volgende dag gespeeld, waarbij Italië aantrad met vier wijzigingen in de opstelling en Spanje zeven. Italië won met 1−0 door een doelpunt van Meazza en ging door naar de halve finale.
In de halve finale was de tegenstander het Oostenrijkse Wunderteam. waar de Italianen een paar maanden terug nog met 4-2 van hadden verloren. De wedstrijd werd gespeeld in Stadio Giuseppe Meazza op 3 juni en Combi won met zijn ploeg met 1−0 door een doelpunt van Enrique Guaita. Combi had een beslissende rol tijdens de wedstrijd toen hij twee wonderbaarlijke reddingen moest verrichten om de stand op het scorebord in het voordeel van Italië te houden. De finale was op 10 juni 1934 in Rome. Tegenstander was Tsjecho-Slowakije. De eerste helft eindigde doelpuntloos, maar in de 71e minuut versloeg Antonín Puč de Italiaanse doelman en zette hij Tsjecho-Slowakije tegen de verhouding in op voorsprong. Tien minuut later maakte Orsi de gelijkmaker en er kwam verlenging. Italië wist uiteindelijk, mede dankzij fanatieke steun van het publiek, in de verlenging op voorsprong te komen dankzij een doelpunt van Angelo Schiavio. Dit was tevens de eindstand en het Italiaanse team werd gekroond tot wereldkampioen. Combi, die in totaal 510 minuten had gespeeld, waarin hij drie keer gepasseerd werd, kreeg als aanvoerder van zijn land de Jules Rimet-beker uit handen van dictator Benito Mussolini.

## Leven na het voetbal
Een jaar later, in november 1935, speelde Combi slechts vijf van de acht wedstrijden mee in de International Cup en in zijn afwezigheid wisten de Italianen de finale te winnen. Hij speelde in totaal 47 interlands voor het Italiaanse elftal, waarvan 5 als aanvoerder.
Hoewel hij gestopt was met voetballen bleef zijn passie voor de sport zijn hele leven bestaan en hield hij nog een aantal onofficiële functies bij Juventus. Hij bood advies aan de technische staf en diende ook als scout. In 1951 bood de Italiaanse voetbalbond hem de taak van technisch commissaris aan voor het Italiaanse nationale team samen met Carlino Beretta en Toni Busini. Ze leidde het nationale team voor zeven maanden, van 8 april tot 25 november 1951. In de periode speelde de Italiaanse ploeg vijf wedstrijden zonder verlies.
Combi stierf op 53-jarige leeftijd in Imperia op 12 augustus 1956.

## Erelijst

### Club
Juventus
- Serie A: 1925/26, 1930/31, 1931/32, 1932/33, 1933/34

### Internationaal
Italië
- Olympische Zomerspelen: 1928
- Centraal-Europese Internationale Beker: 1930, 1935
- Wereldkampioenschap: 1934

Cavanna ·
Combi  ·
Masetti ·
Allemandi ·
Caligaris ·
Monzeglio ·
Rosetta ·
Bertolini ·
Castellazzi ·
Ferraris ·
Monti ·
Pizziolo ·
Varglien ·
Arcari ·
Borel ·
Demaría ·
Ferrari ·
Guaita ·
Guarisi ·
Meazza ·
Orsi ·
Schiavio ·
Coach: Pozzo